# Räkenskapsår
Räkenskapsår är de 12 månader som en juridisk persons (företag eller förening) räkenskap gäller för. Räkenskapsåret kan, men måste inte, sammanfalla med verksamhetsåret. Ofta används det vanliga kalenderåret (gregorianska kalenderåret) 1 januari till 31 december som räkenskapsår, men det finns också så kallat brutet räkenskapsår som börjar den 1:e i vilken månad som helst och avslutas 12 månader senare.
Det är alltid 12 månader i ett räkenskapsår, förutom när ett bolag är nystartat eller har begärt att få lägga om räkenskapsåret (till exempel från brutet till kalenderår). Räkenskapsåret kan då bli förkortat eller förlängt, men det får då i Sverige inte vara längre än 18 månader.
När räkenskapsåret är slut ska vissa verksamheter upprätta bokslut. I vissa fall även presentera en budget. En förenings styrelse kallar i samband med detta till ordinarie årsmöte.
Aktiebolag i Sverige (sedan 1 januari 2000 även handelsbolag som har aktiebolag som delägare) ska efter räkenskapsårets slut även upprätta årsredovisning som ska insändas till Bolagsverket. Årsredovisningen innehåller en rad uppgifter som är väsentliga för att kunna se hur bolagets status är.